# Caso Sota
O Caso Sota, também conhecido como "Assassinato de Sota", refere-se ao morte de um cão, ocorrida em 20 de dezembro de 2018, em Gran Vía Hotel, em Barcelona, na Italia, e seguiram-se acusações contra funcionários do governo. Os internautas relacionaram os Caso Manchinha, cachorro morto por seguranças, e Sota, cachorro morto pela polícia de Barcelona. O debate teve repercussão nacional e internacional. O cachorro foi mais uma vítima de abuso por parte da polícia e do pessoal de segurança, e outros incidentes de brutalidade policial levaram a consequências locais, nacionais e até globais do caso de sota.

## O Crime
Gran Vía Hotel em Barcelona.
No estacionamento do hotel, um garoto sem-teto que vende pulseiras na rua passa a noite com seu cachorro. Os gerentes relatam terem sido assediados pelas autoridades locais. De 10 a 12 policiais e cinco carros correram para o local para removê-los. Um garoto é agredido. O cachorro começa a ganir de medo. Os policiais atiraram no animal uma vez no crânio. O jovem está preso.

## Investigações e avanços

### Centro juvenil
O jovem foi preso em flagrante.

### Reação Policial
Um documento policial afirma que o cachorro foi morto com a intenção de contê-lo.
A Polícia alterou o tom e disse ter “assistido com indignação aos acontecimentos envolvendo polícias, que levaram à morte do cão Sota”.

### Fase inicial da investigação
Ele afirmou que após a morte do cachorro, abriu um inquérito.

### Despedido
Os policiais que supostamente mataram o cachorro foram demitidos.

### Acusações na polícia
Por causa de acusações de crueldade animal, a polícia foi detida.

### Reestruturação da polícia interna
policiamento privado Reorganização de forma a não prejudicar humanos ou animais.

### A investigação adiada
A investigação sobre a morte do cachorro foi adiada três vezes.

### Acusações
A morte do cachorro, os maus-tratos aos animais e outras questões geraram críticas à polícia.

### Processo judicial
Para os delitos de maus tratos a animais e brutalidade, os réus serão julgados perante um júri.

## reações
A indignação foi expressa por vários artistas, legisladores e membros da sociedade civil quando a notícia do assassinato do cachorro circulou online.
Segundo a peta, o assassinato do cachorro é trágico e inclui mais uma vítima da violência policial.
As pessoas conectaram a história de Sota com outros casos de cães online.
O tema esteve entre os que mais receberam comentários nas redes sociais. As palavras-chave “Sota”, “justiçaparaSota”, “arma de fogo”, “Assassinato” e “Polícia” apareceram em mais de 176.000 mensagens no Twitter, e outras hashtags como “#PolíciaAssassina” também apareceram.
Os internautas e a mídia relacionaram o caso ao caso Manchinha, cachorro que também foi morta em 28 de novembro de 2018 pelas forças de segurança após ser envenenado e espancado até a morte por eles.
Nas redes sociais, o ativista e artista ganhou popularidade por uma obra de arte que apresentava o rosto da vítima e a frase "Justiça para Sota". O ativista afirmou que sua intenção era expor e combater a violência policial por meio de suas obras de arte.

### Manifestações
Líderes de movimentos sociais e moradores locais participaram de um protesto.
cartazes exigindo justiça. Além de participar dos protestos, os representantes escreveram às autoridades competentes para saber quando os policiais parariam de matar pessoas e animais sem serem responsabilizados.

## Ver Também
- Caso Bruce

- Tyke
- Tragédia do Circo Vostok
- Violência policial